# Jeffrey Van Hooydonk
Jeffrey Van Hooydonk (Antwerpen, 1 oktober 1977) is een Belgisch autocoureur.

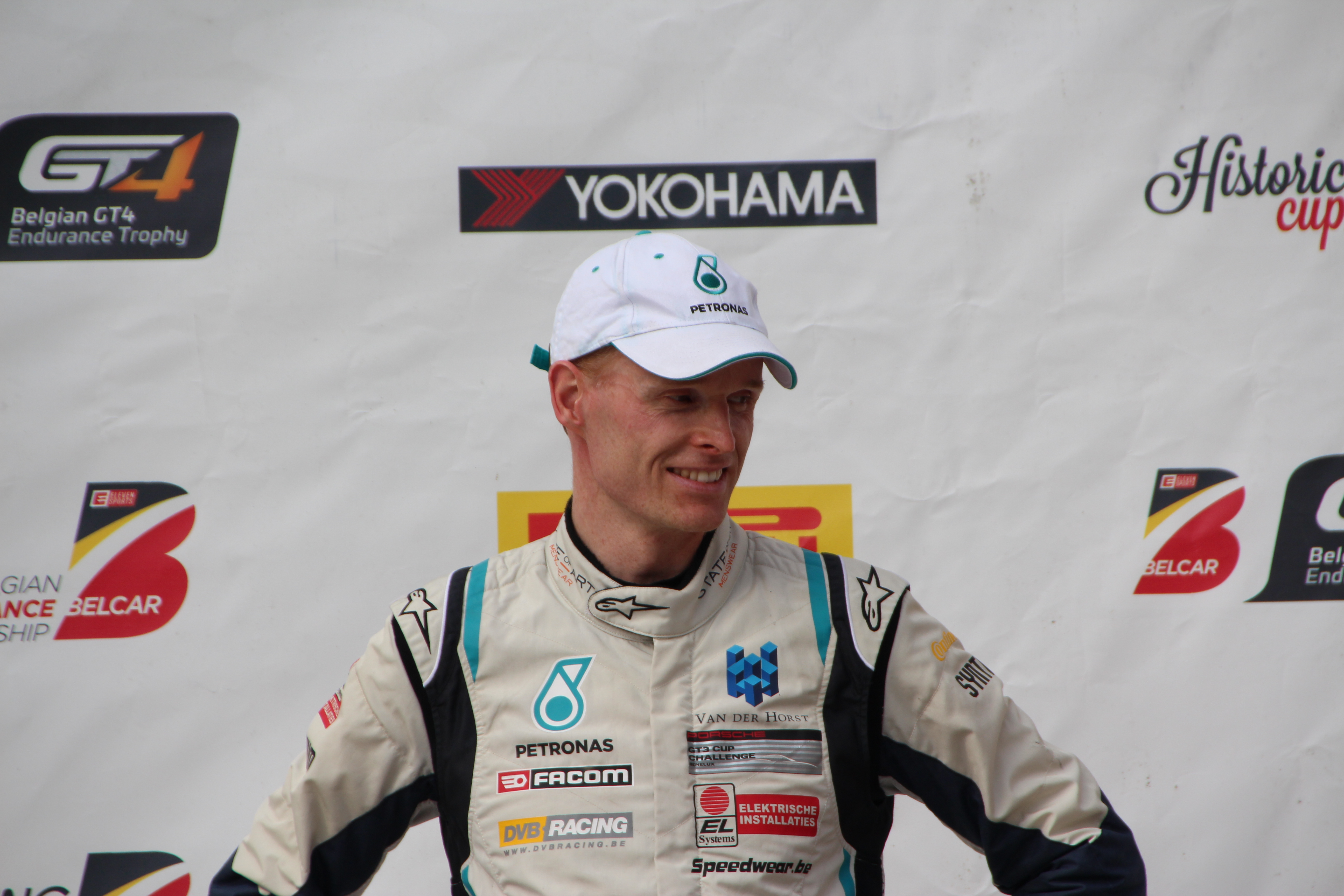
Jeffrey Van Hooydonk Belcar kampioen 2018

Van Hooydonk startte in karting in 1990 en vijf jaar later ging hij gedurende drie seizoenen in de Formule Renault racen. Hij won het Europees Formule Super Renault-kampioenschap in 1997. Hij stapte het volgende jaar over naar de Duitse Formule 3, waarin hij zesde werd in het kampioenschap. In 1999 ging hij racen in de Formule 3000. Ondanks dat hij één pole-position scoorde, waren de volgende twee jaar weinig succesvol.
In 2000 nam hij deel aan de 24 uur van Le Mans bij het Mopar Team Oreca met een Reynard 2KQ-LM. In 2001 reed hij met een Porsche 996 van Markant Racing 1 wedstrijd in de Belcar.
Hij ging terug in Duitse Formule 3 rijden in 2002 en werd vijfde in het eindklassement. Hij kon dan in 2003 en 2004 terug aan de slag in de Formule 3000 maar ook dit zorgde niet voor veel succes. Hij kon wel nog gaan testen bij het Formule 1-team Midland F1 Racing.
Hierna ging hij in de Europese Mégane Trophy rijden, in het team van Thierry Boutsen. Hij reed ook in een aantal uithoudingsraces op Zolder, Spa-Francorchamps en Le Mans.
In 2013 werd hij kampioen van het eerste seizoen van de Porsche GT3 Cup Challenge Benelux. In 2017 won Jeffrey de 24 uur van Zolder op een Norma M20FC. In 2018 werd hij algemeen kampioen in het Belcar kampioenschap. In 2021 won Jeffrey de 24 uur van Zolder en werd algemeen kampioen in de Belcar.